# Örebro studentkår
Örebro studentkår bildades 1963 och är idag enda studentkår vid Örebro universitet. Studentkåren företräder årligen runt 15 000 studenter. Till Örebro studentkår hör tio olika kårsektioner uppdelade efter Örebro universitets institutioner: Corax, DokSek, GIH, Grythyttan, Nexus, Qultura, Serum, Sesam, Sobra och TekNat.
Verksamhet i form av utbildningsbevakning, löpande studiesociala aktiviteter och introduktion av nya studenter bedrivs på såväl Campus Örebro, Campus USÖ som Campus Grythyttan. Örebro studentkår driver studenttidningen Lösnummer och är ensam ägare till Örebro Kårhusrestaurang AB.

## Historia
Örebro studentkår bildades 23 oktober 1963, drygt 40 år innan Örebro högskola fick universitetsstatus. Örebro studentkår bildades i samband med att en magisterutbildning under Kungliga Tekniska Högskolan förlades till Örebro. Det dröjde dock ända till 1966 innan Gymnastik- och idrottshögskolan (GIH) grundades och ända till 1970 innan den första byggnaden för högskolan byggdes på det som idag är Campus Örebro. 
Under många år hade Örebro studentkår sitt säte på Högströmska gården vid Olaigatan. Idag har Örebro studentkår sitt kansli i Kårhusets östra del på Campus Örebro, Almby.
1966 skapades studenttidningen Lösnummer med uppdraget att granska Örebro studentkårs och Örebro universitets verksamheter.
2012 bildades Örebro Kårhusrestaurang AB med Örebro studentkår som enda ägare. Kårhusets café, pub och nattklubbsverksamhet hade tidigare drivits i form av en fristående förening. Efter dåligt skött ekonomi hos föreningen och med stora skulder till Örebro studentkår som inte betalades, beslutade Örebro studentkårs fullmäktige att ett aktiebolag skulle ersätta föreningen. Bolaget driver sedan 2014 verksamheten på Kårhuset.

## Organisation
Örebro studentkårs högsta beslutande organ är fullmäktige (FUM). FUM består av 41 mandat fördelade mellan samtliga kårsektioner. Kårsektionernas medlemmar väljer sina ledamöter till FUM under kårvalet som sker varje år under vårterminen. Fullmäktige beslutar bland annat om verksamhetsplan, budget, åsiktsdokument och val av heltidsarvoderade samt studentrepresentanter.
Kårstyrelsen är Örebro studentkårs högsta verkställande organ och består av ordförande, vice ordförande med utbildningspolitiskt ansvar (utbpol), vice ordförande med studiesocialt ansvar (studsoc), vice ordförande med näringslivsansvar, samt en ledamot från varje kårsektion. Presidiet (ordförande och vice ordföranden) väljs av fullmäktige medan kårsektionernas ledamöter väljs av kårsektionernas medlemmar. Kårstyrelsen beslutar i detalj om Örebro studentkårs organisation och verksamhet. 
En stor del av Örebro studentkår är kårsektionerna. Kårsektionerna är uppdelade utefter institutioner vid Örebro universitet, undantaget DokSek som är för alla forskarstudenter. Kårsektionerna har i uppgift att arbeta med utbildningsbevakning, studiesociala aktiviteter och introduktion för de studenter som studerar inom deras institution. 
Kårsektionerna har egna styrelser och utskott som driver deras arbete. Kårsektionerna har också ett medlemsmöte kallat sektionsmöte, där kårsektionernas medlemmar är med och bestämmer om kårsektionens verksamhetsplan, budget, styrdokument och val av styrelse och studentrepresentanter.
| Kårsektion | Institution                                                                 |
| ---------- | --------------------------------------------------------------------------- |
| Corax      | Humaniora, utbildnings- och samhällsvetenskap                               |
| DokSek     | Företräder alla forskarstudenter oavsett institution                        |
| GIH        | Hälsovetenskaper                                                            |
| Grythyttan | Restaurang- och hotellhögskolan                                             |
| Qultura    | Musikhögskolan                                                              |
| Serum      | Medicinska vetenskaper + Hälsovetenskaper                                   |
| Sesam      | Handelshögskolan                                                            |
| Sobra      | Beteende- social- och rättsvetenskap                                        |
| TekNat     | Naturvetenskap och teknik                                                   |
| Nexus      | Företräder samtliga inresande utbytesstudenter på grund- och avancerad nivå |

På Örebro studentkårs kansli i Kårhuset arbetar politiskt arvoderade och anställda tjänstepersoner såsom ordförande, vice ordföranden, Lösnummers chefredaktör, student- och doktorandombud, ekonom, kommunikatör, administratör och politisk sekreterare.

## Lösnummer
Lösnummer är en studenttidning utgiven av Örebro studentkår sedan 1966. Lösnummer är definierad i styrdokument som religiöst, fackligt och partipolitiskt obunden samt att tidningen ska arbeta självständigt och oberoende av fullmäktige, kårstyrelse, kårsektionsstyrelser och andra organ inom studentkåren.
Lösnummer, som delvis finansieras av Örebro studentkår, trycktes i pappersformat fram till verksamhetsåret 2017/2018 då det beslutades att sluta ge ut papperstidningen till förmån för webbtidningen. 
Tidningens arbete leds av en heltidsarvoderad chefredaktör och en deltidsarvoderad vice chefredaktör. Resten av styrelsen och redaktionen utgörs av ett antal ideellt arbetande studenter som skriver, fotograferar och illustrerar för tidningen.

## Presidialer
| Period Fr.o.m. 1995 | Ordförande              | Vice ordförande(n)                                                                              |
| ------------------- | ----------------------- | ----------------------------------------------------------------------------------------------- |
| 1995/96             | Fredrik Westerlund      | Fredrik Welander, Charlotta Karlsson                                                            |
| 1996/97             | Markus Ågren            | Klas Brynte, Christer Karlsson                                                                  |
| 1997/98             | Tove Löfgren            | Lotta Kretschek, Christer Karlsson                                                              |
| 1998/99             | Erkan Debasso           | Daniel Lewin, Jenny Larsson                                                                     |
| 1999/00             | Benny Ferdinandsson     | Martin Willén, Petter Dahlgren                                                                  |
| 2000/01             | Anna Lundgren           | Ingrid Öst, Johan Berglund                                                                      |
| 2001/02             | Niklas Faager           | Sara Blomberg, Jenny Johansson                                                                  |
| 2002/03             | Katrin Sjunnesson       | Sara Rosberg, Ulrika Appelkvist                                                                 |
| 2003/04             | Katrin Sjunnesson       | Sebastian Larsson                                                                               |
| 2004/05             | Linus Gustavsson        | Rickard Pettersson                                                                              |
| 2005/06             | Malin Andersson         | Peter Tillberg                                                                                  |
| 2006/07             | Stina Jivebo            | David Lif                                                                                       |
| 2007/08             | Markus Görs             | Hannes Kataja                                                                                   |
| 2008/09             | Madeleine Sidoli        | Linnea Nilsson, Arvid Vikman, Mikael Johansson                                                  |
| 2009/10             | Joakim Nilsson          | Magnus Ahlin (till våren 2010, därefter Johanna Bergman Laurila), Erik Wretling, Sofia Eriksson |
| 2010/11             | Erik Pedersen           | Fredrik Jonsson, Calle Bergström, Leo Jonason                                                   |
| 2011/12             | Jacob Höglund           | Morgan Berglund-Willams                                                                         |
| 2012/13             | Jacob Höglund           | Andreas Hallqvist                                                                               |
| 2013/14             | Louise Hammar           | Johanna Hedin                                                                                   |
| 2014/15             | Kristine Arnhällen      | Maria Backsell                                                                                  |
| 2015/16             | Pooyan Masarrat         | Arvid Hanell, Kajsa Milstam                                                                     |
| 2016/17             | Elin Dankvardt          | Arvid Hanell, Matilda Lundström                                                                 |
| 2017/18             | Alexander Duarte Tsegai | Lizette Johansson, Linnéa Eriksson                                                              |
| 2018/19             | Lasse Lund              | Kaltum Mohamud, Anders Wahlström                                                                |
| 2019/20             | Abdirizak Yusuf Muhamed | Nicolaie Kattah, Anton Andersson                                                                |
| 2020/21             | Katarina Kristoffersson | Kristin Törnqvist, Evelina Aittamaa                                                             |
| 2021/22             | Emilia Malm             | Kristin Törnqvist, Ida Björklund                                                                |
| 2022/23             | William Ahlgren         | Nicolaie Kattah, Sofia Holm                                                                     |
| 2023/24             | Anna Olsenius           | Viktor Breström, Jakob Hagström, Aleksander Berger                                              |
| 2024/25             | Anna Olsenius           | Viktor Breström, Emanuel Blom, Aleksander Berger                                                |
| 2025/26             | Albina Olausson         | Ebba Löfgren, Tobias Olinder, Viktor Eriksson Szücs                                             |